# Erceville
Erceville település Franciaországban, Loiret megyében. Lakosainak száma 293 fő (2022. január 1.). Erceville Andonville, Autruy-sur-Juine, Boisseaux és Outarville községekkel határos.

## Népesség
A település népességének változása:
| Lakosok száma | 264  | 219  | 230  | 302  | 341  | 320  | 307  | 311  | 305  | 293  |
|               | 1968 | 1982 | 1990 | 2006 | 2013 | 2015 | 2017 | 2019 | 2020 | 2022 |